# Сірміоне
Сірміоне (італ. Sirmione, ломб. Sirmiù, вен. Sirmión) — комуна в Італії, в регіоні Ломбардія, провінція Брешія. Населення становить 8 254 особи. Історичний центр Сірміоне розташований на півострові у південній частині озера Гарда.
Протягом століть поселення Сірміоне було воєнним аванпостом, первісно під юрисдикцією монастиря Сан-Коломбано пріорату Бардоліно, пізніше перейшло до монастиря Санта-Джулія у Брешії, потім перебувало під владою Верони та Венеції, і зрештою, на початку XIX століття, в наполеонівську епоху, остаточно увійшло до складу провінції Брешія.
Основа економіки комуни — туризм, численних туристів приваблюють як пам'ятки римської доби та середньовіччя, так і місцеві термальні води.
Покровителька комуни — Свята Діва Марія Сніжна. День міста відзначається 5 серпня.

## Походження назви
На думку історика та журналіста Аттіліо Мацци (Attilio Mazza) є два варіанти походження топоніма Сірміоне:
- від грецького syrma (укр. хвіст або шлейф)
- від галльських слів sirm (укр. притулок, житло) та one (укр. водний)[4]

## Історія

### Доісторичний та давньоримський періоди
Перші сліди присутності людини в околицях Сірміоне сягають доби неоліту (VI—V тис. до н. е.). У III—II тисячоліттях до н. е. тут існували поселення із будівель на палях.
У давньоримську добу Сірміоне було досить великим поселенням, поблизу нього, по південному узбережжю озера Гарда пролягала Віа Галліка — давньоримська дорога. В ітинерарії Антоніна згадано поселення Sermio Mansio.
З I століття до н. е. узбережжя озера Гарда, у тому числі і околиці Сірміоне, стає популярним серед римлян місцем відпочинку, особливо для багатих родин із Верони, головного давньоримського міста північно-східної Італії. Гай Валерій Катулл серед інших місць, де бував, згадує Sirmio (вірш XXXI «ad Sirmium insulam»). Починаючи зі середньовічного історика Марино Санудо-молодшого, Катуллу приписують володіння віллою, залишки якої можна побачити в Сірміоне й у XXI столітті, проте точних доказів поки що не знайдено. Найдавніша частина так званої вілли Катулла датована 1 ст. н. е., у наступні століття віллу неодноразово перебудовували та розширювали.
З III по V століття околиці Сірміоне неодноразово були місцем різних збройних сутичок. У 249 році тут зіткнулися війська Деція Траяна та Філіппа Араба, у 268 році у битві при озері Бенако (римська назва озера Гарда) римський імператор Клавдій II розбив військо готів. У 312 році в околицях Сірміоне сталася перша сутичка військ римських імператорів Костянтина I та Максенція, яка стала прелюдією до битви при Вероні. У 463 році у цій місцевості Рітмірон (Ritmiro), воєначальник імператора Лібія Севера розгромив аланів.
У IV—V століттях Сірміоне стає укріплених опорним пунктом для оборони південного узбережжя озера Гарда, втім, у VI столітті Сірміоне, як і решту північної Італії, завоювали лангобарди. Наприкінці епохи правління лангобардів Сірміоне стало адміністративним центром округи та підпорядковувалося безпосередньо королю. Анса, дружина останнього короля лангобардів Дезидерія, заснувала в Сірміоне монастир (пізніше зруйнований) та церкву.

### Високе Середньовіччя
Після епохи лангобардів Сірміоне та навколишні землі належали монастирю Сан-Коломбано пріорату Бардоліно та парафії Солароло з Манерба-дель-Гарда, які підпорядковувалися абатству Сан-Коломбано-ді-Боббіа, великому феодальному землевласнику. Ченці розповсюджували християнство на землях Сірміоне та сприяли поширенню торгівлі, розвитку культури, сільського господарства (особливо вирощуванню виноградної лози та оливкових дерев), риболовлі, впроваджували важливі інновації та відкривали нові торговельні шляхи.
Пізніше, внаслідок роздрібнення та перерозподілу монастирських земель Сірміоне увійшло до володінь монастиря Сан-Сальваторе-і-Санта-Джулія з Брешії.

### Епоха Скалігерів

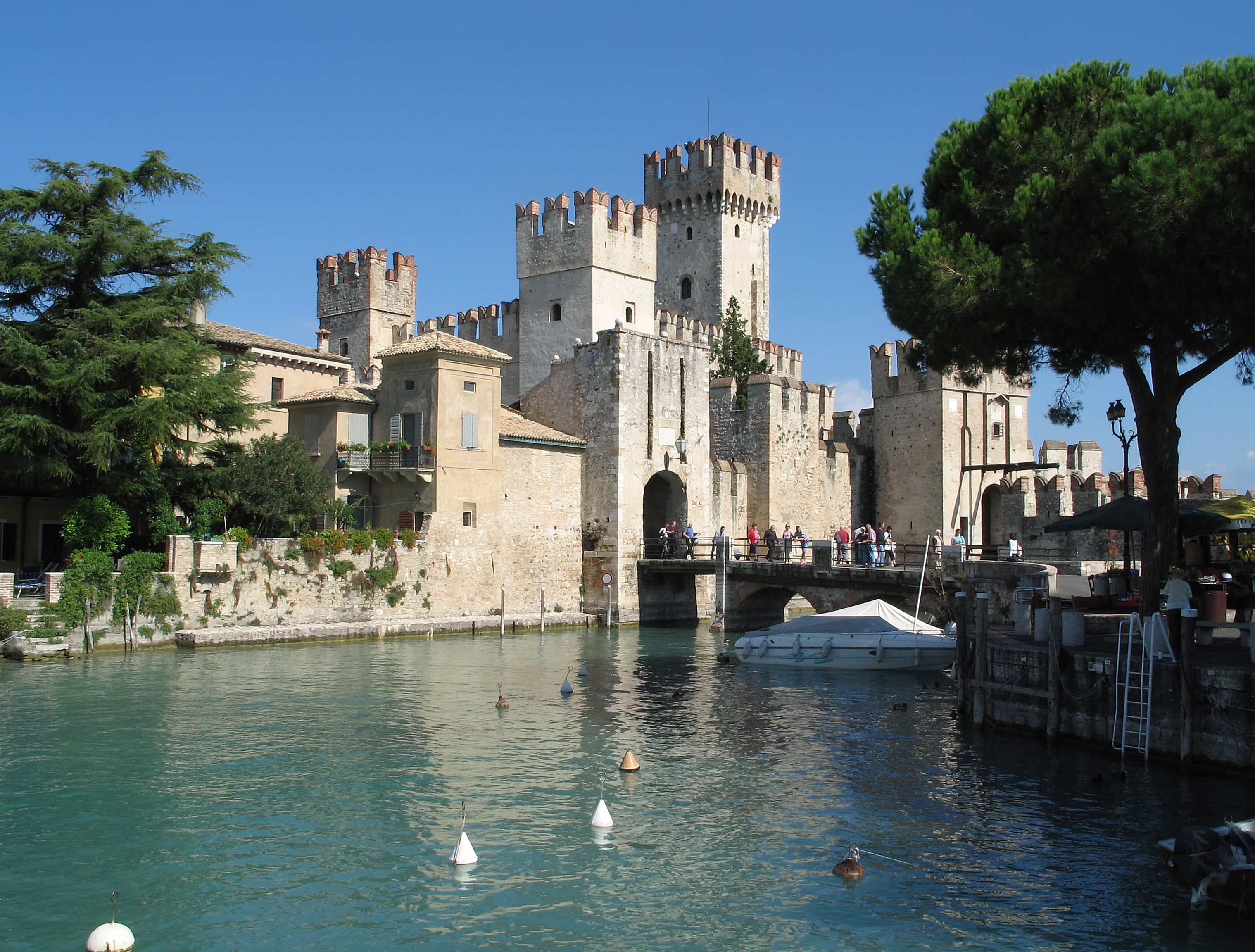
Замок Скалігерів у Сірміоне

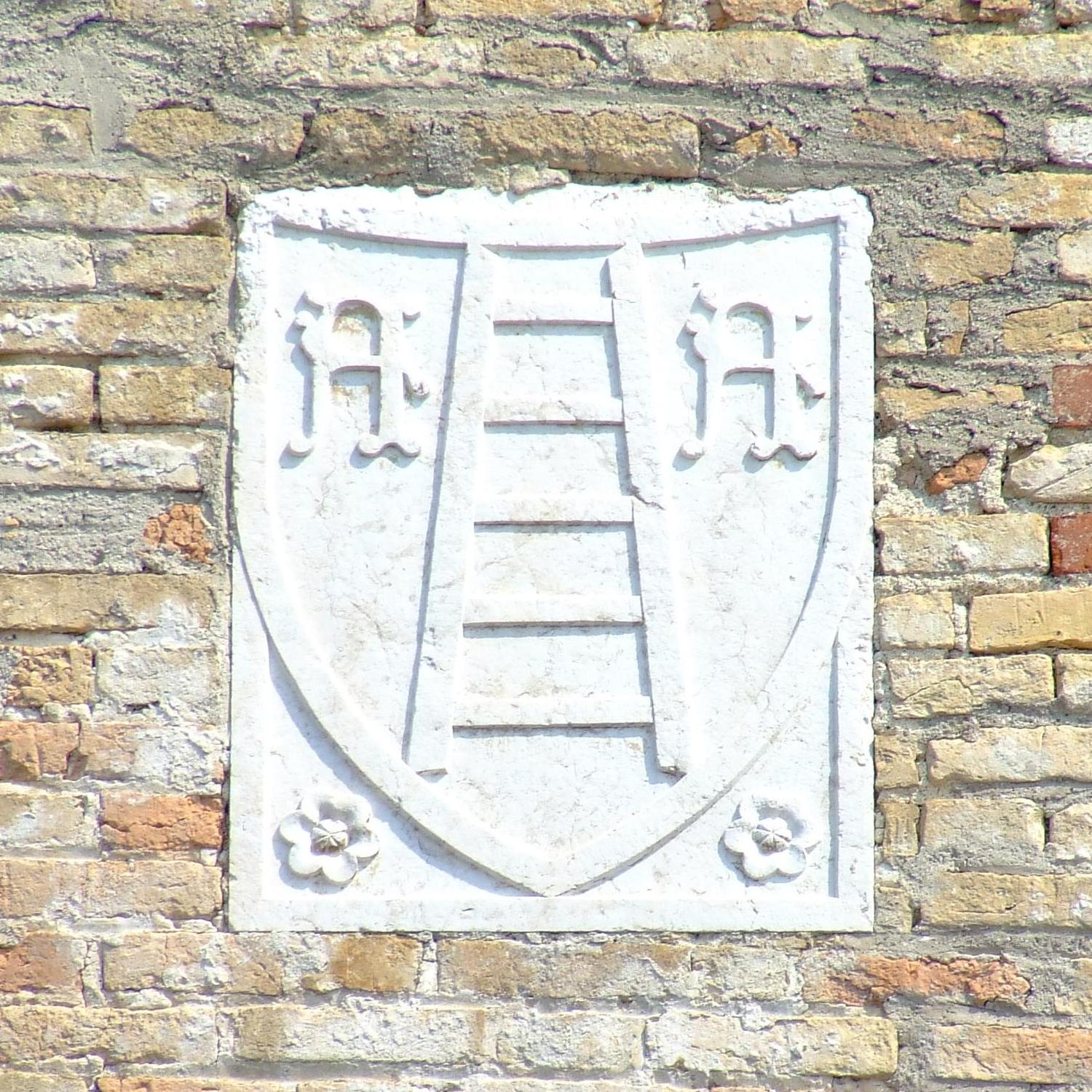
Герб Скалігерів у стіні будівлі в Сірміоне

У наступні століття влада монастиря Санта-Джулія в Сірміоне значно послабилася. Близько 1158 року землями Сірміоне володіла (принаймні номінально) Священна Римська імперія.
У 1197 році сірміонський подеста присягнув на вірність Вероні, тим самим пов'язавши місто на озері Гарда з містом на річці Адідже.
У XIII столітті Фрідріх II 1220 року та Конрадін 1267 року підтвердили та розширили податкові привілеї та концесії, надані раніше комуні Сірміоне; наступного століття аналогічні підтвердження прав дали Сірміоне представники родини Скалігерів, які правили Вероною.
У другій половині XIII століття в комуні проживало багато патаренів, представників єретичної з точки зору католицької церкви течії. У 1276 році Мастіно делла Скала отримав від ради Верони дозвіл зібрати дві роти солдатів для боротьби із сірміонськими патаренами. Очолив військо Альберто делла Скала, брат Мастіно, який узяв Сірміоне в облогу і після взяття міста зчинив різанину, внаслідок якої багато мешканців були вбиті або ув'язнені. Два роки потому 166 полонених, які не визнали себе винними в єресі, були живцем спалені у Вероні. Розправою над сірміонськими єретиками Скалігери повернули собі лояльність Папи, який зняв інтердикт, раніше накладений на Верону і Скалігерів внаслідок їх союзу із королем Конрадіном, противником Папи Римського.
За правління ще одного представника родини Скалігерів, Кангранде I делла Скала, в Сірміоне збудували замок. Величну фортецю, яка є візитівкою сучасного Сірміоне, звели, ймовірно, на залишках давньоримського каструму, у найвужчій точці півострова Сірміоне.
У 1378 році Сірміоне завоював Джан Галеаццо Вісконті, який відновив феодальні привілеї комуни. На початку XV століття Сірміоне окупував Франческо II да Каррара, на той час — володар Верони і Падуї, але вже 1405 року його розгромила Венеційська республіка. Падуя, Верона та, зокрема, Сірміоне перейшли під контроль Венеції.

### Венеційський період
У складі Венеційської республіки комуна Сірміоне входила до округи Верони. Протягом реорганізації укріплень у південній частині озера Гарда замок у Сірміоне втратив своє значення на користь сусідньої Песк'єри, проте лишився воєнним аванпостом, про що свідчить будівництво церкви Святої Анни всередині замку, яка призначалася для задоволення релігійних потреб гарнізону.
Протягом XV століття в Сірміоне побудували церкву Санта-Марія-Маджоре, зведену на рештках церкви святого Мартіна. У XVII столітті шляхтич Франческо Ровіцці збудував маєток і церкву, присвячену святій Урсулі, у місцевості, яка отримала назву Ровіцца (сучасний присілок у південно-східній частині комуни Сірміоне).

### Наполеонівський період
Протягом 1797 року Сірміоне було спершу окуповане французькими військами, а потім, після падіння Венеційської республіки 16 травня 1797 року, перейшло під формальний контроль Тимчасового венеційського муніципалітету (італ. Municipalità provvisoria veneta).
За умовами Кампо-Формійської мирної угоди 17 жовтня 1797 року весь південний берег озера Гарда переходив до новоствореної Цизальпійської республіки. 3 листопада того ж року був утворений департамент Бенако (італ. dipartimento del Benaco), в межах якого 1 березня наступного року створено округу Півострів Катулла (італ. distretto della Penisola di Catullo), проміжну адміністративну одиницю між комуною та департаментом, до складу якого увійшла комуна Сірміоне. Після ліквідації 1 вересня 1798 року департаменту Бенако комуна Сірміоне кілька разів змінювала підпорядкування: 26 вересня вона увійшла до складу 6-ї округи Віллафранка департаменту Мінчо, 12 жовтня перейшла до округи Віньє департаменту Мелла.
Після періоду австро-російської окупації у 1799—1801 роках, у часи Другої Цизальпійської республіки була проведена чергова адміністративна реформа, внаслідок якої в травні 1801 року комуна Сірміоне увійшла до складу 4-ї округи Сало. Наступного, 1802 року Цизальпійська республіка стала Італійською республікою на чолі з Наполеоном Бонапартом, а в червні 1805 року була перетворена на Італійське королівство. Такі політичні змінили спричинили нову адміністративну реорганізацію. За новою схемою комуну Сірміоне із населенням 796 осіб зарахували до третього класу адміністративних одиниць та підпорядкували 7-му кантону Лонато, який у свою чергу входив до 1-ї округи Брешія департаменту Мелла.

### Епоха Габсбургів

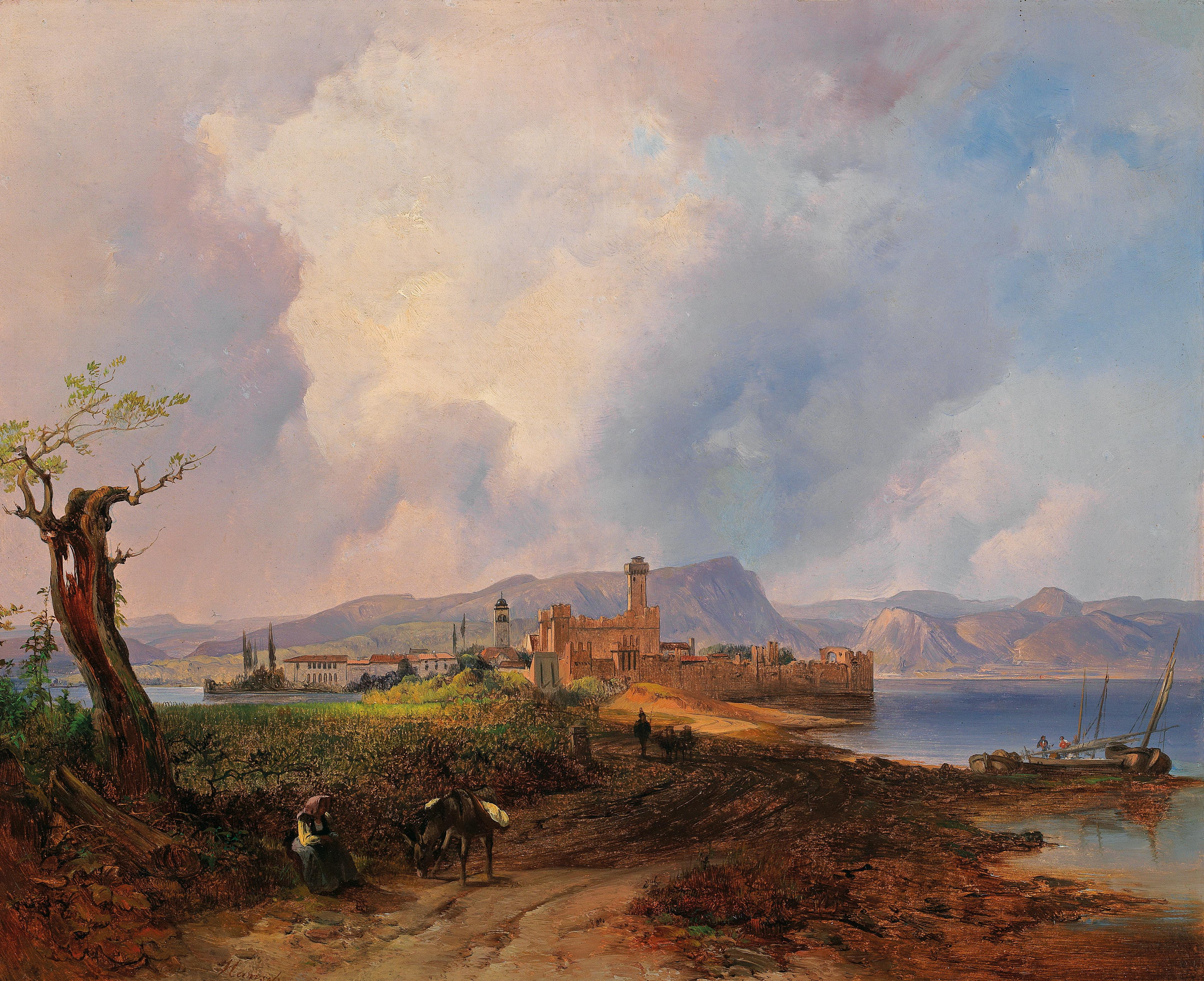
Антон Ганш «Вид на замок у Сірміоне» (XIX ст.)

У 1816 році, внаслідок Віденського конгресу та утворення Ломбардо-Венеціанського королівства під управлінням Габсбурзької Австрії, Сірміоне було включене до 5-ї округи Лонато у провінції Брешія. 1853 року, після чергового перегляду адміністративного устрою, місто стало частиною 8-ї округи, адміністративним центром якої також було місто Лонато.
25 червня 1859 року, під час австро-італо-французької війни (Другої війни за незалежність Італії), Сірміоне окупували французько-п'ємонтські війська, які перемогли австрійські сили у битві при Сольферіно та Сан-Мартіно. Частину поранених тоді розмістили на фермі Тодескіні в Коломбаре (сучасна частина комуни).

### У незалежній Італії
Наслідком австро-італо-французької війни став перехід комуни Сірміоне разом із великим шматком території Ломбардії та правого берега річки Мінчо під владу Сардинського королівства. За декретом Раттацці комуна увійшла до 10-ї судової округи Лонато, яка входила до 1-ї адміністративної округи Брешія у новоствореній провінції Брешія. До 1866 року, коли в результаті третьої війни за незалежність Венето увійшла до складу Італії, кордон з австрійськими володіннями пролягав від Ровіцци до Лугани, в околицях яких розташовувалася митниця.
Наприкінці XIX століття були проведені роботи з інтубації термальних вод. Їх джерело виявили ще у XVI столітті, проте глибина джерела — 19 м нижче рівня озера — не дозволяла до цього часу їх використання. Завдяки інтубації стало можливим спершу провести аналіз якості води, а потім — відкрити перший санаторій з термальними водами.
Королівським указом від 20 січня 1930 року № 53, комуна отримала офіційну уточнену назву Sirmione, оскільки у минулому вона була відома як Sermione.

## Розташування

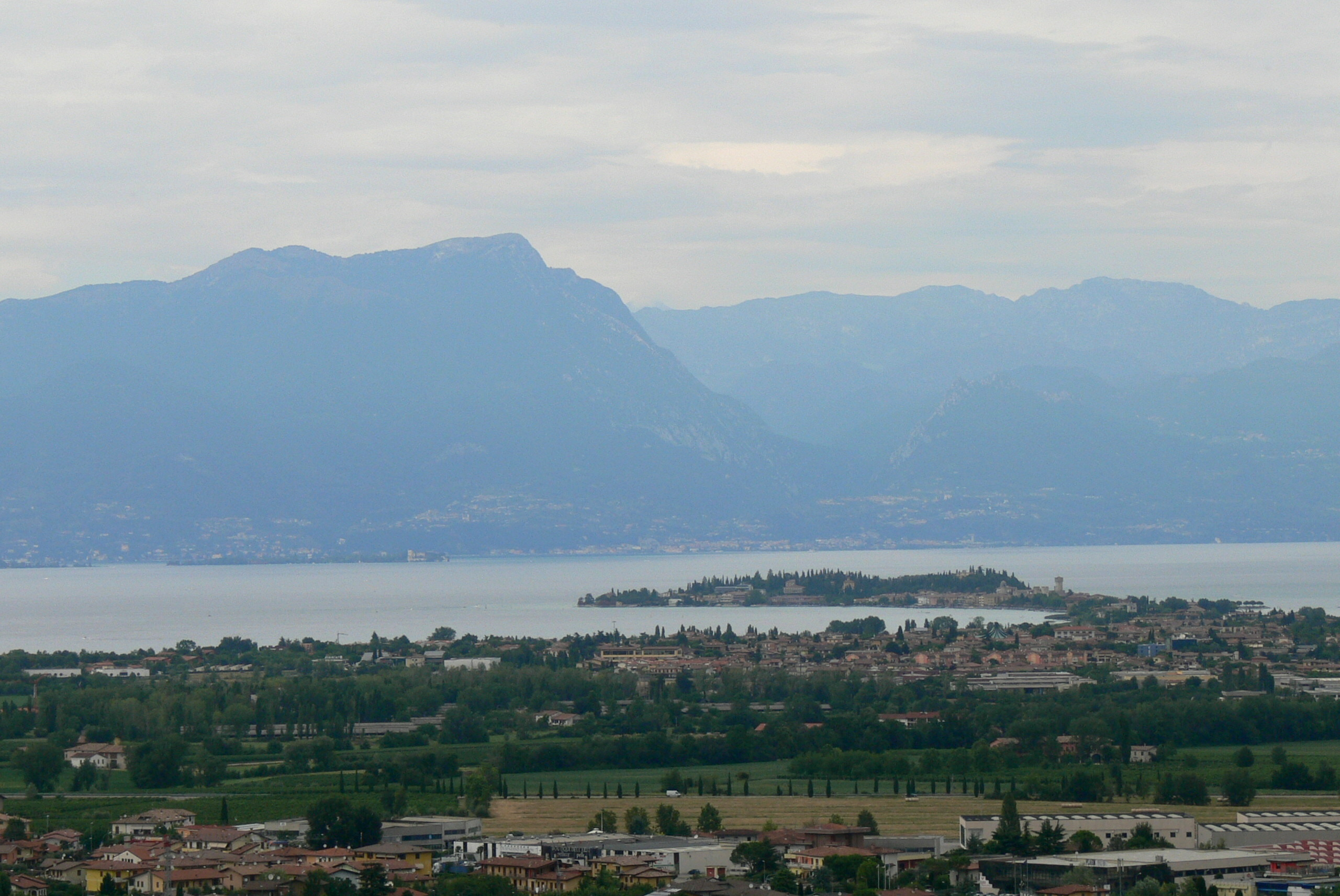
Панорама комуни Сірміоне (в центрі і трохи правіше — півострів Сірміоне з історичним центром)

Комуна Сірміоне розташована на відстані близько 430 км на північ від Рима, 115 км на схід від Мілана, 31 км на схід від Брешії.
Значна частина комуни Сірміоне з історичним центром розташована на однойменному півострові, який простягається приблизно на 4 км вглиб озера Гарда і розділяє на дві частини його південне узбережжя. Від півострова Сірміоне територія комуни простягається на схід до місцевості Пунта-Гро (Punta Grò) та однойменного невеликого півострова. Материкова частина комуни простягається у напрямку моренних пагорбів, які оточують південну частину озера, і входить до виноробного регіону Лугана.
За італійською сейсмічною класифікацією комуна Сірміоне розташована у 3-й зоні (зона помірно низької сейсмічної активності).

## Адміністративний устрій
Статут комуни не передбачає існування фракцій.
Окрім власне міста Сірміоне, до комуни входять також три населених пункти (італ. località abitate), що не є окремими адміністративними одиницями:
- Коломбаре (Colombare);
- Лугана (Lugana);
- Ровіцца (Rovizza).

## Демографія
Станом на 31 грудня 2018 року населення комуни складало 8254 особи (2018)
Населення за роками:

Станом на 31 грудня 2018 року в комуні Сірміоне офіційно проживали 1156 іноземців із 66 країн. Найбільші етнічні групи складають румуни (240 осіб), єгиптяни (110 осіб), шрі-ланкійці (102 особи) та албанці (78 осіб). П'яте місце посідає українська діаспора — на території комуни мешкають 72 українці (13 чоловіків і 59 жінок).

## Управління комуни
Комуна Сірміоне управляється мером (сіндиком), радою комуни (італ. consiglio comunale), яка представляє законодавчу гілку влади, та правлінням комуни (італ. giunta comunale), які представляють виконавчу гілку. У 1945—1995 роках мера обирала рада комуни, з 1995 року мера та раду комуни вибирають безпосередньо мешканці комуни, спершу на чотирирічний, пізніше — на п'ятирічний термін. Мер очолює правління комуни і призначає його членів (італ. assessori).
Посаду мера комуни Сірміоне обіймає Луїза Лавеллі з партії «Вперед, Італія», яка з травня 2018 року була виконувачем обов'язків мера, змінивши попередника — Алессандро Маттінцолі, обраного до регіональної ради, а 26 травня 2019 року офіційно обійняла посаду мера, отримавши на виборах 50,1 % голосів.

### Очільники комуни Сірміоне
| Початок терміну    | Кінець терміну    | Ім'я та прізвище                              | Партія                                                       | посада        |
| ------------------ | ----------------- | --------------------------------------------- | ------------------------------------------------------------ | ------------- |
| 3 липня 1985       | 25 листопада 1988 | Камілло Фаріолі (Camillo Farioli)             | Християнсько-демократична (DC)                               | мер           |
| 25 листопада 1988  | 18 червня 1990    | Енцо Мільйораті (Enzo Migliorati)             | Християнсько-демократична (DC)                               | мер           |
| 18 червня 1990     | 14 червня 1999    | Маріо Ардуїно (Mario Arduino)                 | Соціалістична (PSI), потім — Демократична партія лівих (PDS) | мер           |
| 14 червня 1999     | 8 червня 2009     | Мауріціо Феррарі (Maurizio Ferrari)           | Національний альянс (AN)                                     | мер           |
| 8 червня 2009 року | 29 травня 2018    | Алессандро Маттінцолі (Alessandro Mattinzoli) | Народ свободи (PdL), потім — «Вперед, Італія» (FI)           | мер           |
| 29 травня 2018     | на посаді         | Луїза Лавеллі (Luisa Lavelli)                 | «Вперед, Італія» (FI)                                        | віце-мер, мер |

## Економіка

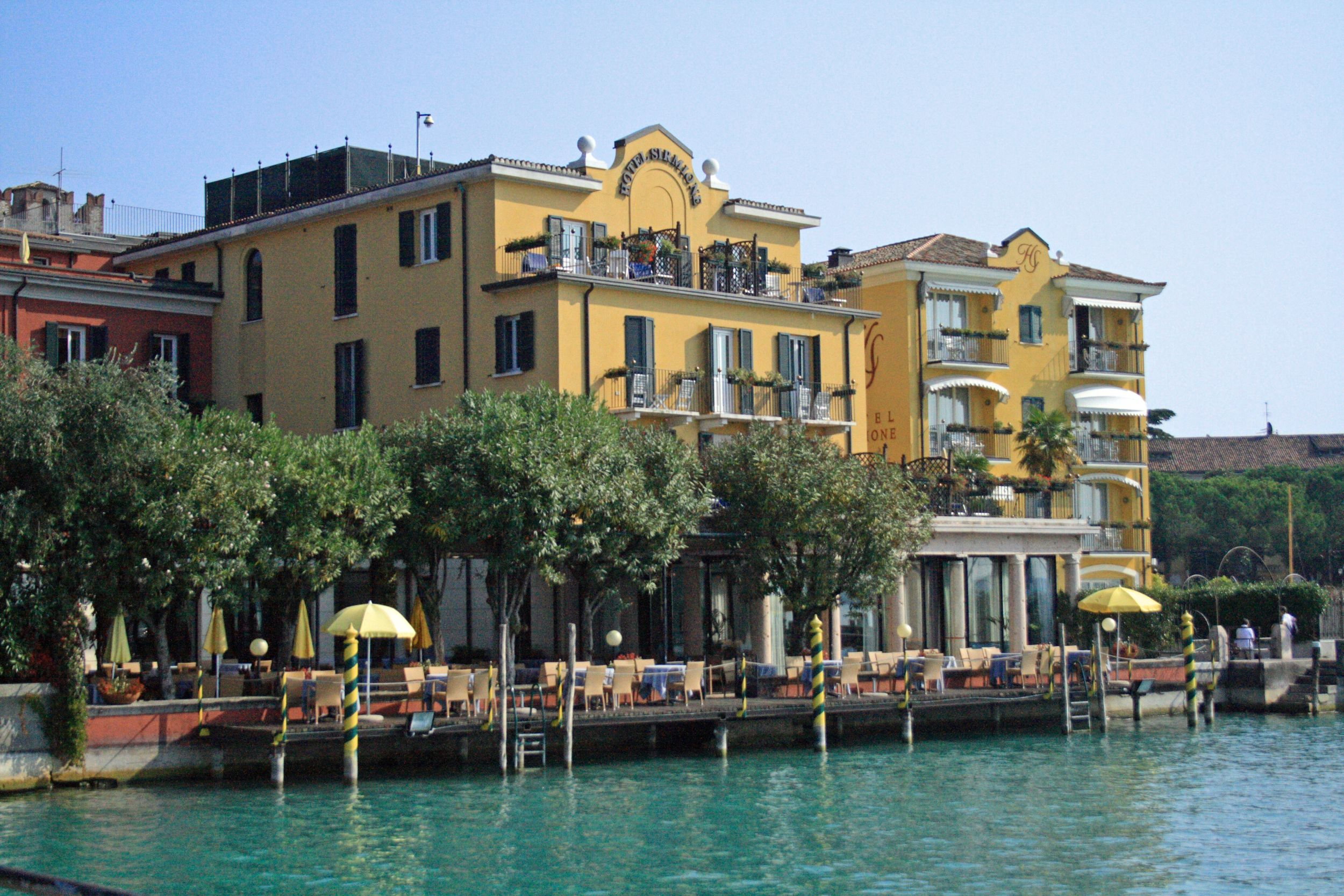
Готель Sirmione в історичному центрі

Основною галуззю економіки комуни є туризм. Сірміоне — один із найпопулярніших курортів провінції Брешія, туристів приваблюють мальовничі береги озера Гарда, пам'ятки архітектури та археології та термальні води, що мають лікувальні властивості. «Вода Сірміоне» (італ. «L'Acqua di Sirmione») також продається у флаконах як назальний спрей.
Окрім туристичної галузі, в комуні розвинене сільське господарство: територія Сірміоне входить до винного регіону Лугана (Lugana DOC) та регіону виробництва оливкової олії Гарда (Garda bresciano DOP).

## Транспорт

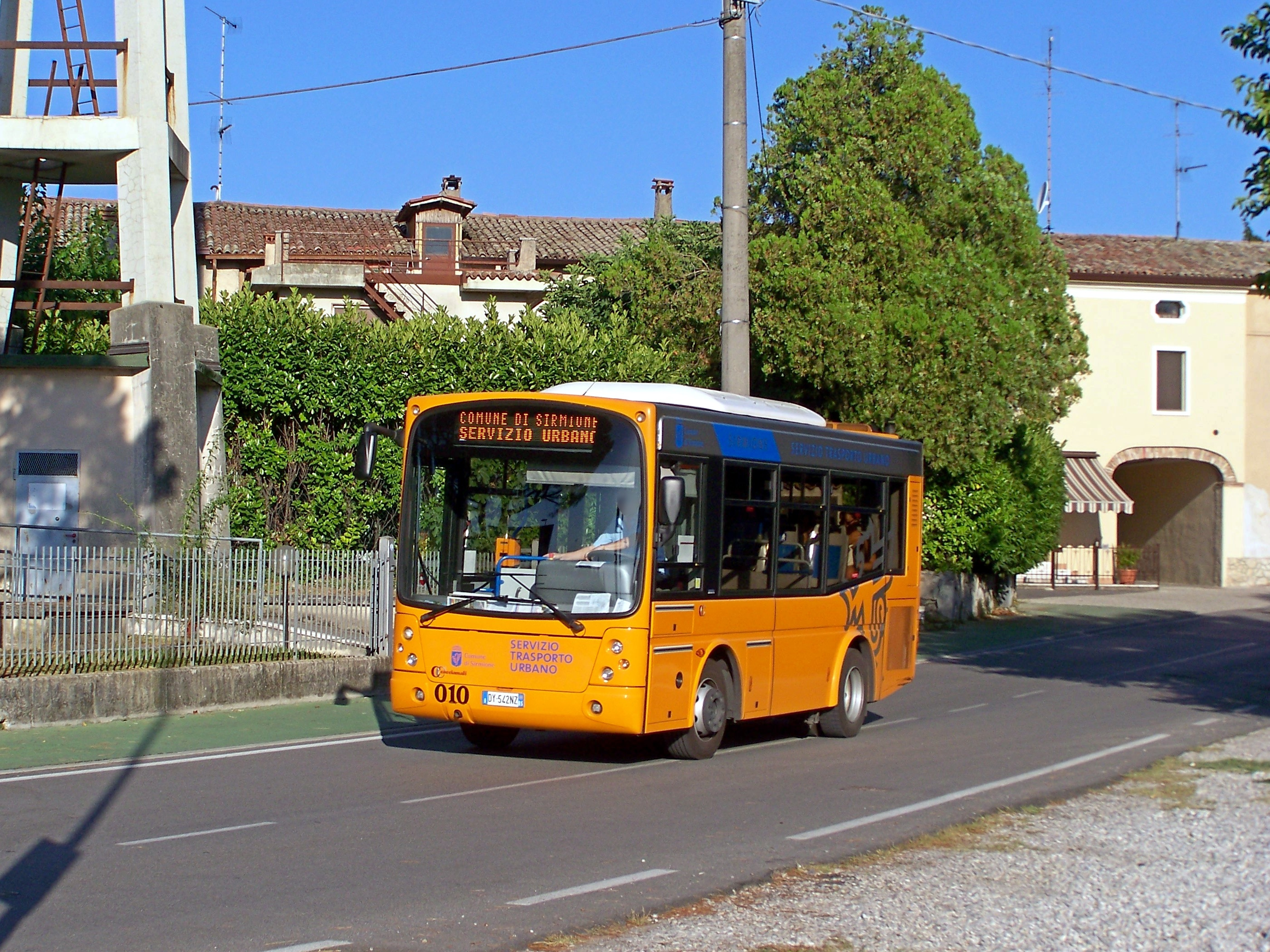
Муніципальний автобус на вулицях Сірміоне

Через населені пункти Коломбаре і Лугана проходить автошлях 11 Padana Superiore, який сполучає Турин і Венецію, пролягаючи по трасі давньоримської дороги Віа Галліка. Первісно він був автошляхом державного значення, пізніше, 2007 року втратив свій статус і був знижений до рівня автошляху місцевого значення після відкриття платної міжнародної автостради E70 (А4 за італійською системою), яка проходить південніше території комуни Сірміоне (найближчий пункт виїзду розташований у комуні Дезенцано).
Громадський транспорт представлений розгалуженою мережею приміських та міжміських автобусів, останні сполучають Сірміоне, зокрема, з Вероною та Брешією.
Найближча залізнична станція Desenzano del Garda-Sirmione розташована на території комуни Дезенцано й обслуговує залізницю Мілан—Венеція, ще одна станція є в комуні Песк'єра-дель-Гарда. Найближчий аеропорт розташований у Вероні.

## Пам'ятки та визначні місця комуни Сірміоне

### Культові споруди

#### Церква святої Анни на Скелі (Sant'Anna della Rocca)
Невелика храмова споруда, розташована біля замку Скалігерів. Присвячена святій Анні, матері Діви Марії, зведена у XV столітті для потреб венеційського гарнізону, розміщеного у цитаделі замку.
В інтер'єрі церкви наявні фрески періоду Чінквеченто та різьблений камінь, на якому зображена Діва Марія та герб Скалігерів.

#### Церква Діви Марії Сніжної (Santa Maria della Neve)

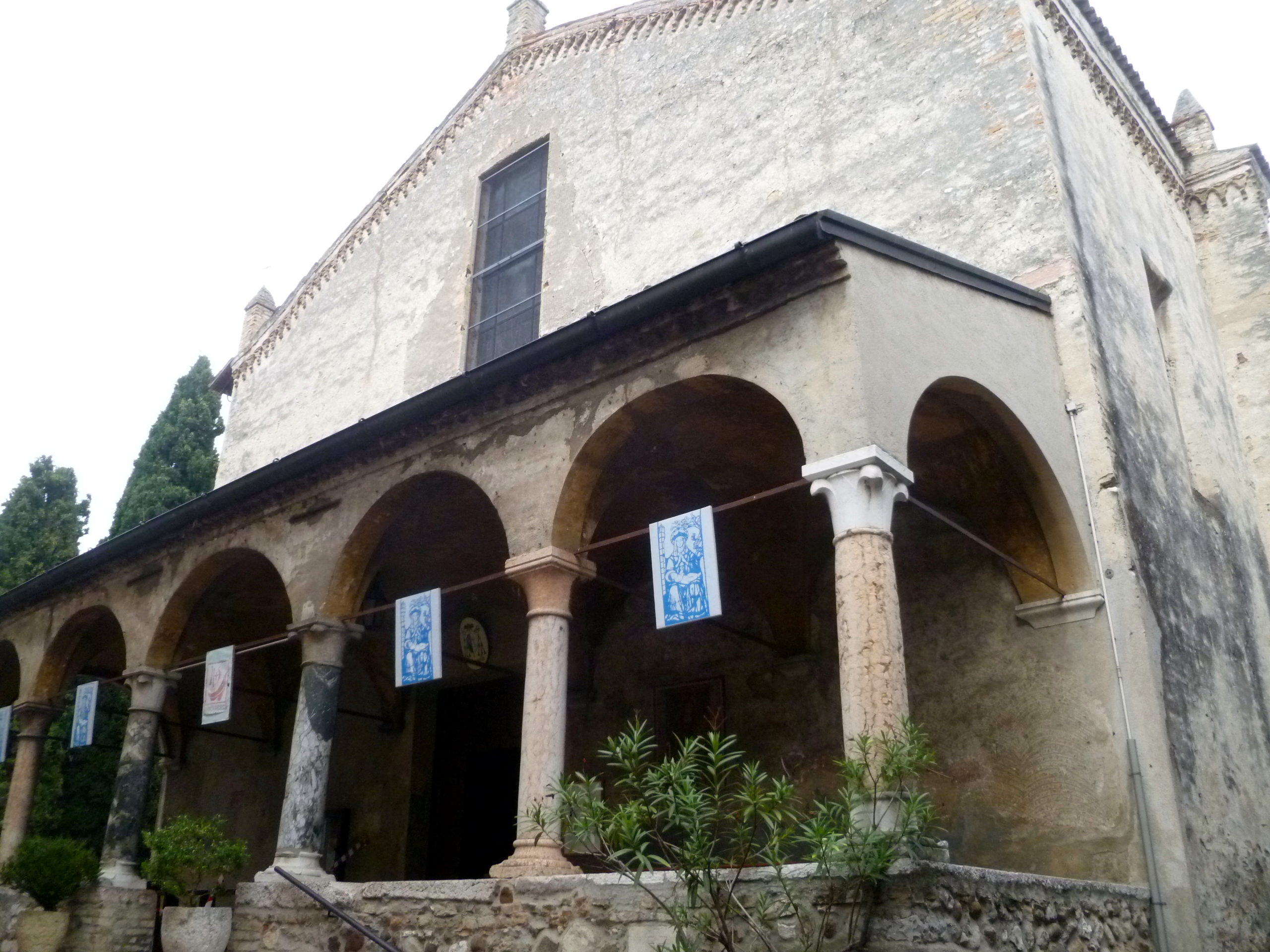
Церква Діви Марії Сніжної

Церква, яку також називають Санта-Марія-Маджоре (італ. Santa Maria Maggiore), є парафіяльною для Сірміоне, розташована в історичному центрі міста. Була зведена у XV столітті на руїнах церкви святого Мартіна, будівельні матеріали з якої були використані при будівництві даної церкви.
У плані прямокутна, із гранчастою апсидою, орієнтована по вісі схід—захід. Північний фасад споруди підтримується стародавнім муром, що оточує історичне ядро Сірміоне. Чільний фасад облицьований теракотою і прикрашений портиком із п'ятиарковою аркадою, на місці якого первісно був церковний цвинтар, на що вказують кілька надгробних плит на підлозі портика. Одна з колон портика виготовлена із давньоримського межового стовпа-міліарія, присвяченого третьому року консульства імператора Юліана Відступника.
Інтер'єр церкви складається з одної нави, розділеної чотирма арками, та п'яти вівтарів. Фрески та дерев'яна статуя «Мадонна на престолі» датовані XV століттям (фрески в нижній частині північної стіни належать до більш раннього періоду), розп'яття належить до періоду Чінквеченто і приписується художнику Доменіко Брузасорці. Церковний орган датується XVIII століттям.

#### Церква святого Петра у Мавіно

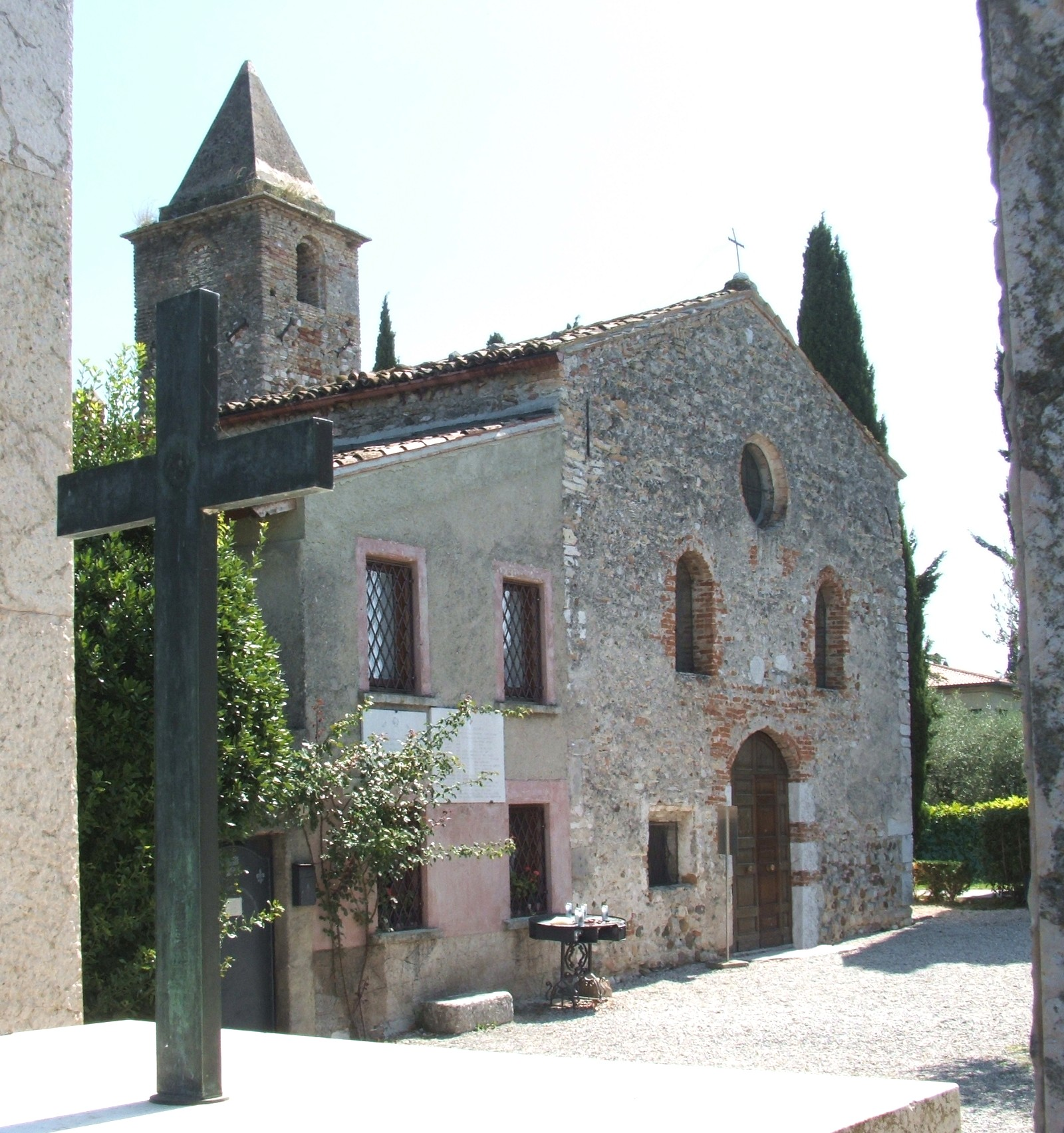
Церква святого Петра у Мавіно

Храм, присвячений апостолу Петру, розташований на найвищій точці півострова Сірміоне. Його прізвисько, Мавіно, походить, імовірно, від латинського summa vinea, тобто пагорб із виноградником на ньому. За історичними джерелами церква існувала ще у VIII столітті, первісно вона була зведена у романському стилі, а 1320 року реконструйована та надбудована. Дзвіниця зведена у 1070 році, в тому ж стилі. В інтер'єрі збереглися старовинні фрески, розміщені в трьох апсидах датовані XII століттям, а ті, що на стінах церкви, — XVI століттям.

#### Каплиця святих Віта і Модеста
Присвячена первісним покровителям Сірміоне — мученикам святому Віту і святому Модесту, розташована приблизно на половині шляху від Коломбаре до історичного центру Сірміоне. Дану споруду звели у 1744 році на місці попередньої церкви, присвяченої тим самим святим, зведеної у VIII столітті. Стара церква первісно розташовувалася у межах міських мурів і позначалася як in castro Sermione (тобто будівля в межах мурів) аж до епохи Скалігерів, коли збудували нову цитадель і нову систему мурів, внаслідок чого церква опинилася за межами міських мурів і почала фігурувати в документах як extra muros sermioni.

#### Інші пам'ятки сакральної архітектури
- церква святого Франциска Ассізького (італ. chiesa di San Francesco d'Assisi) — парафіяльна церква Коломбаре;
- церква Святої Марії Непорочної (італ. chiesa di Santa Maria Immacolata) — парафіяльна церква Лугани;
- каплиця святої Урсули (італ. oratorio di Sant'Orsola) — первісно каплиця у маєтку Франческо Ровіцці, у присілку Ровіцца;
- церква Святого Сальватора в Кортіне (італ. chiesa di San Salvatore in Cortine) — була зведена на бажання дружини лангобардського короля Дезидерія королеви Анси, разом із монастирем, який в пізніших історичних джерелах фігурує під назвою Монастеріоло (італ. Monasteriolo, укр. невеликий монастир), адже підпорядковувався бі́льшому монастирю у Брешії. Після перебудови церкви у XI столітті від первісної будівлі лишилася лише апсида[9].

### Пам'ятки цивільної архітектури
- Палац Марії Каллас — палац XVII століття, розташований на центральній площі Джозуе Кардуччі. Перебуває в муніципальній власності та названий на честь оперної співачки Марії Каллас.
- Вілла Менегіні-Каллас — будинок, де у 1950-х роках мешкала Марія Каллас. Раніше вілла належала родині ломбардських промисловців Джанантоні, потім її придбав підприємець Джованні Батіста Менегіні, чоловік Марії Каллас. Після низки змін власників вілла стала приватним кондомініумом.

### Замок Скалігерів

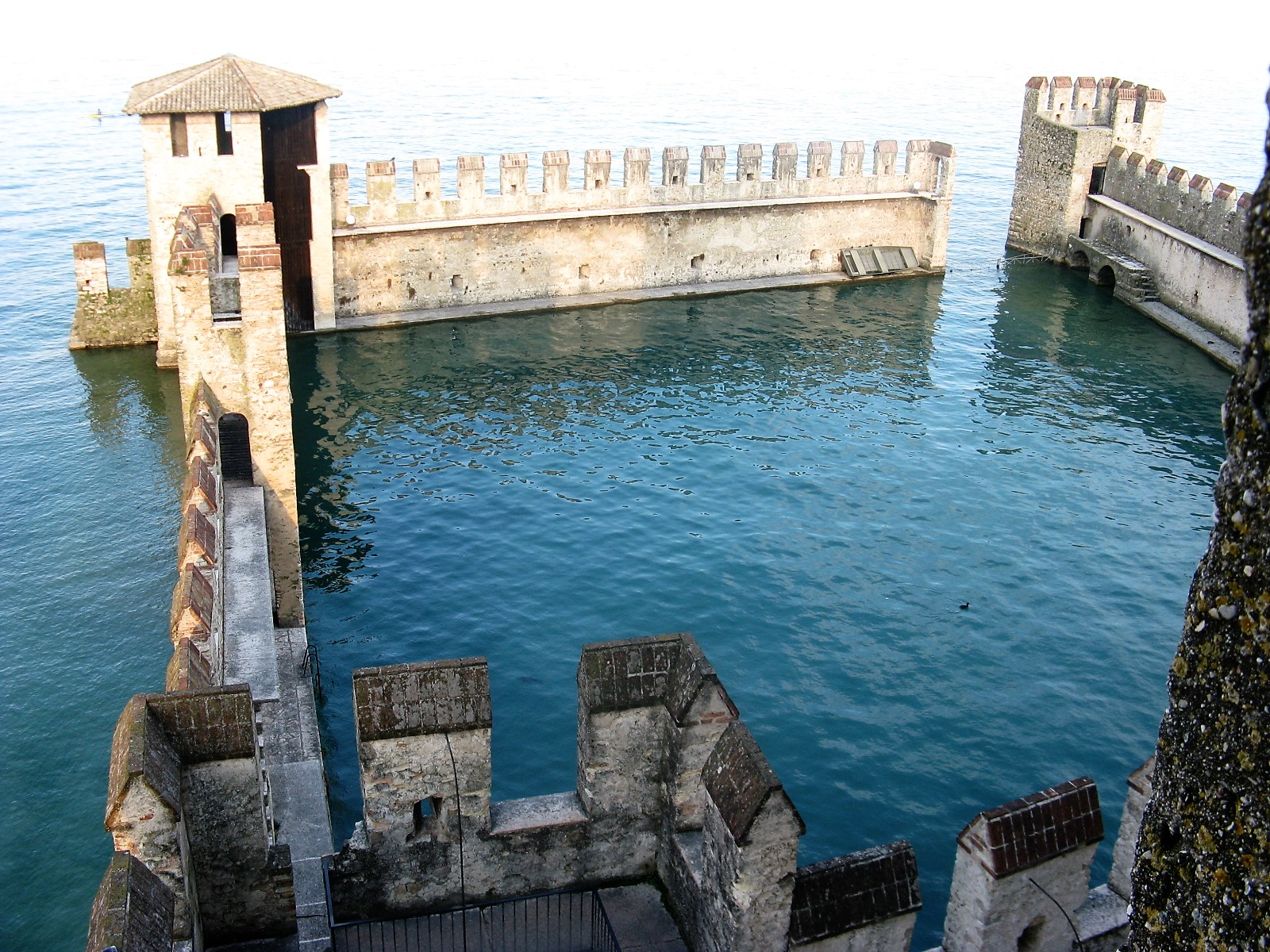
Внутрішня гавань замку

Туристична візитівка Сірміоне — середньовічний замок, який охороняє єдиний на суходолі південний вхід до історичного центру міста. Був зведений протягом XIII—XIV століть представниками родини Скалігерів, від яких отримав свою назву, у два етапи: перший — за часів Мастіно I делла Скала, другий — за часів його нащадка Кангранде I делла Скала.
Замок оточений водами озера Гарда і має три оборонні вежі та головну замкову вежу (італ. Maschio) заввишки 37 метрів. На сході до замку прибудована унікальна для Європи укріплена внутрішня гавань, повністю оточена стінами, яка призначалася для укриття веронського флоту. Стіни цитаделі вкриті зубцями-мерлонами у вигляді ластівчиних хвостів, а стіни внутрішньої гавані — гостроверхими зубцями.

### Пам'ятки археології
- Гроти Катулла — пам'ятка давньоримської доби, розташована на північному краї півострова Сірміоне. Являє собою розвалини давньоримського житлового будинку, зведеного наприкінці I ст. до н. е. — на початку I ст. н. е., і є одним із найвизначніших зразків давньоримських вілл у північній Італії. За гіпотезою, започаткованою ще Маріно Санудо-молодшим, істориком і державним діячем початку XVI століття, вважалося, що вілла належала давньоримському поету Гаю Валерію Катуллу, який володів будинком в околицях Сірміоне, проте археологічні дослідження пам'ятки, що почалися ще на початку XIX століття, не знайшли підтвердження даній гіпотезі. Під час археологічних досліджень на півострові Сірміоне виявили залишки ще низки вілл давньоримської доби[27], проте «гроти Катулла» залишаються головною археологічною пам'яткою Сірміоне.
- Залишки поселення з будівель на палях Лугана Векк'я (італ. Lugana Vecchia) — рештки поселення бронзової доби, знайдені у прибережних водах озера Гарда. Пам'ятка є частиною об'єкту світової спадщини ЮНЕСКО «Доісторичні пальові поселення в Альпах».

## Відомі люди, пов'язані із Сірміоне

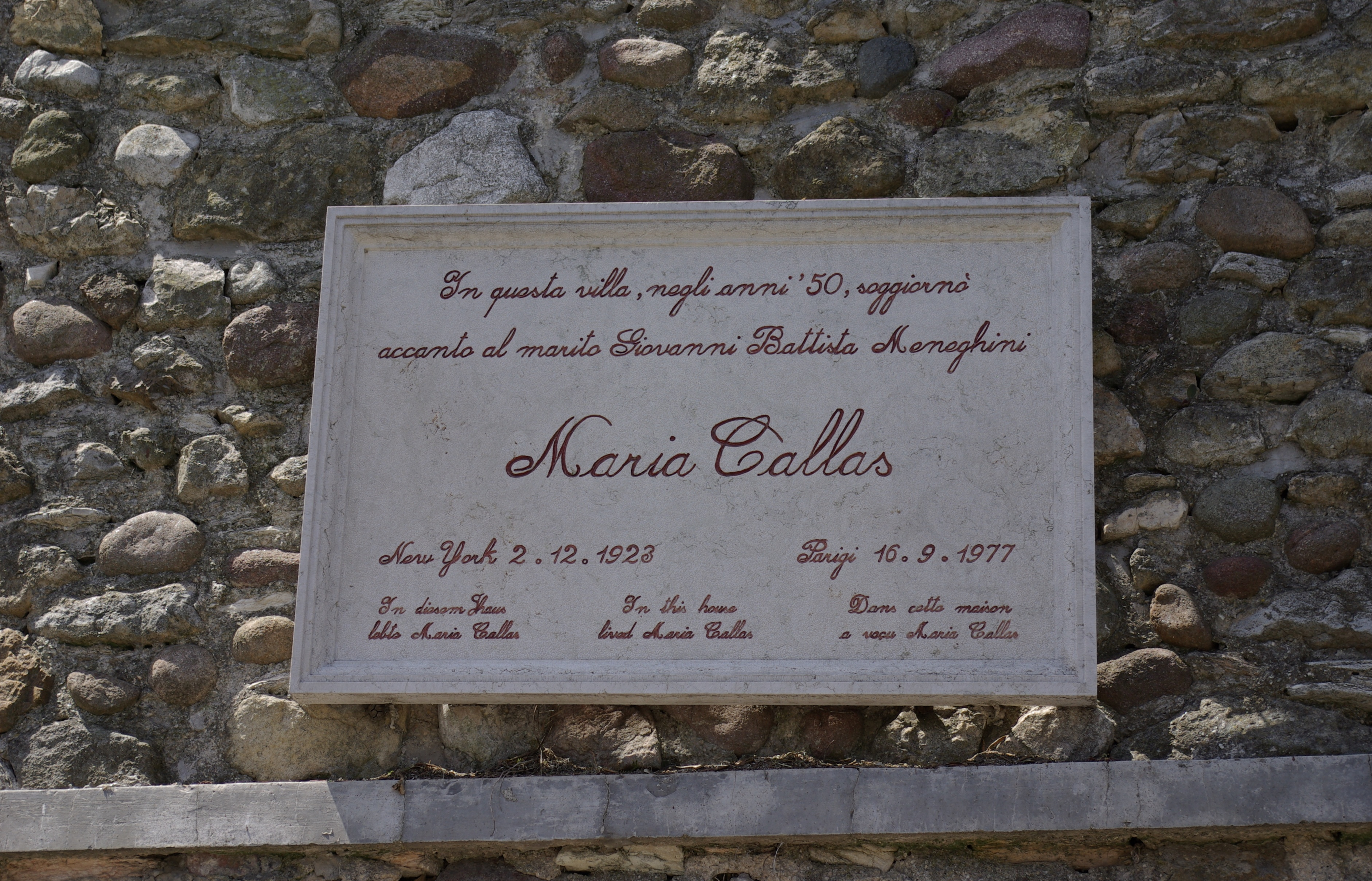
Меморіальна дошка, присвячена Марії Каллас, на її віллі в Сірміоне

- Гай Валерій Катулл — давньоримський поет, мешкав із родиною на віллі в околицях Сірміоне у I ст. до н. е.
- Альфред Теннісон — англійський поет, відвідав Сірміоне влітку 1880 року, про що написав вірша
- Джозуе Кардуччі, Антоніо Фогаццаро, Габріеле д'Аннунціо — італійські письменники, що у своїх працях згадували Сірміоне
- Джеймс Джойс — ірландський письменник, у 1920 році зустрівся у Сірміоне з американським поетом Езрой Паундом.
- Марія Каллас — американська оперна співачка, мешкала на власній віллі в Сірміоне
- Наомі Джейкоб — англійська письменниця, з 1930 року мешкала в Сірміоне, де і померла у 1964 році.
- Етторе Бастіаніні — італійський оперний співак, помер у Сірміоне.

## Галерея зображень

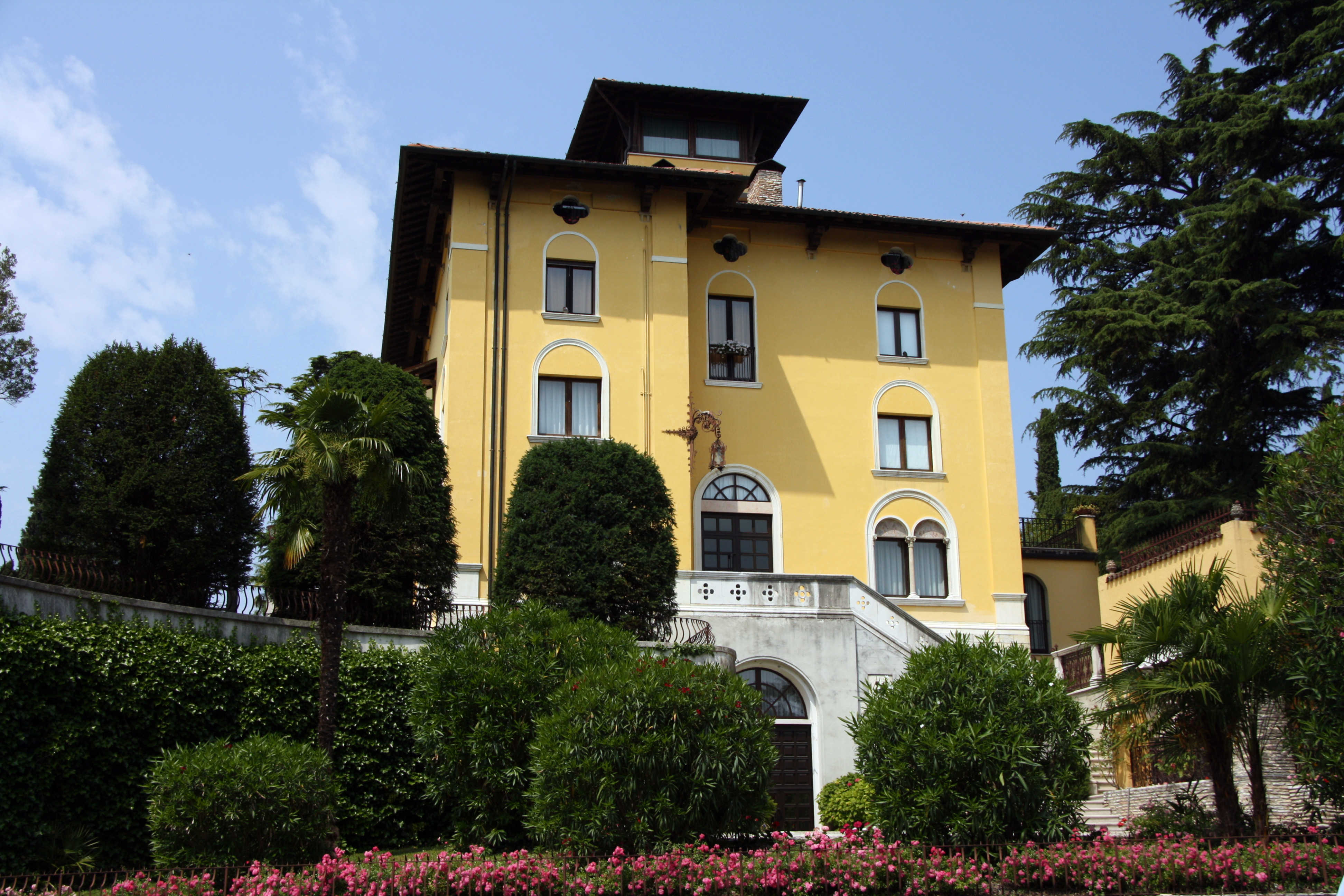
Вілла Марії Каллас
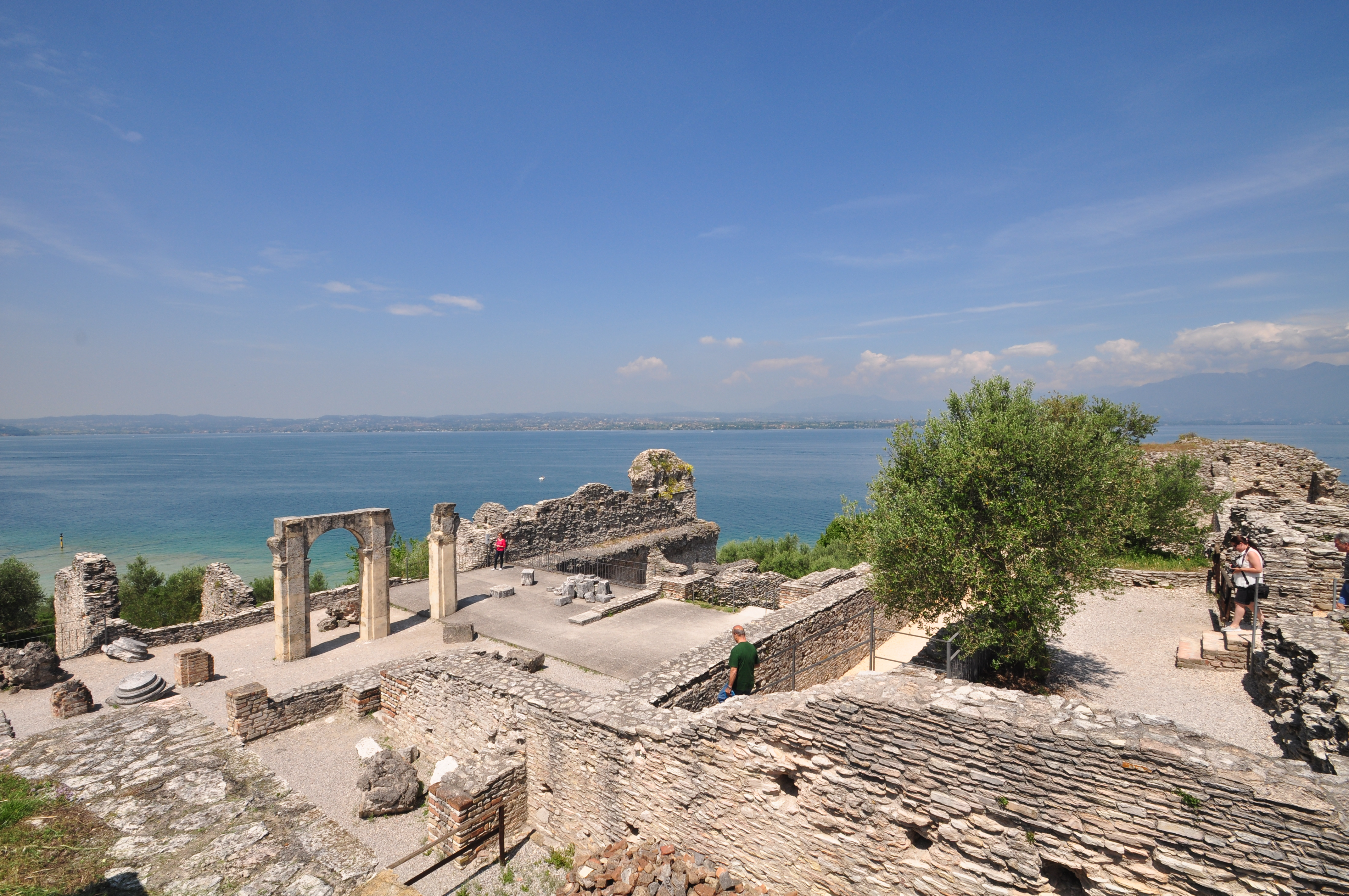
Гроти Катулла
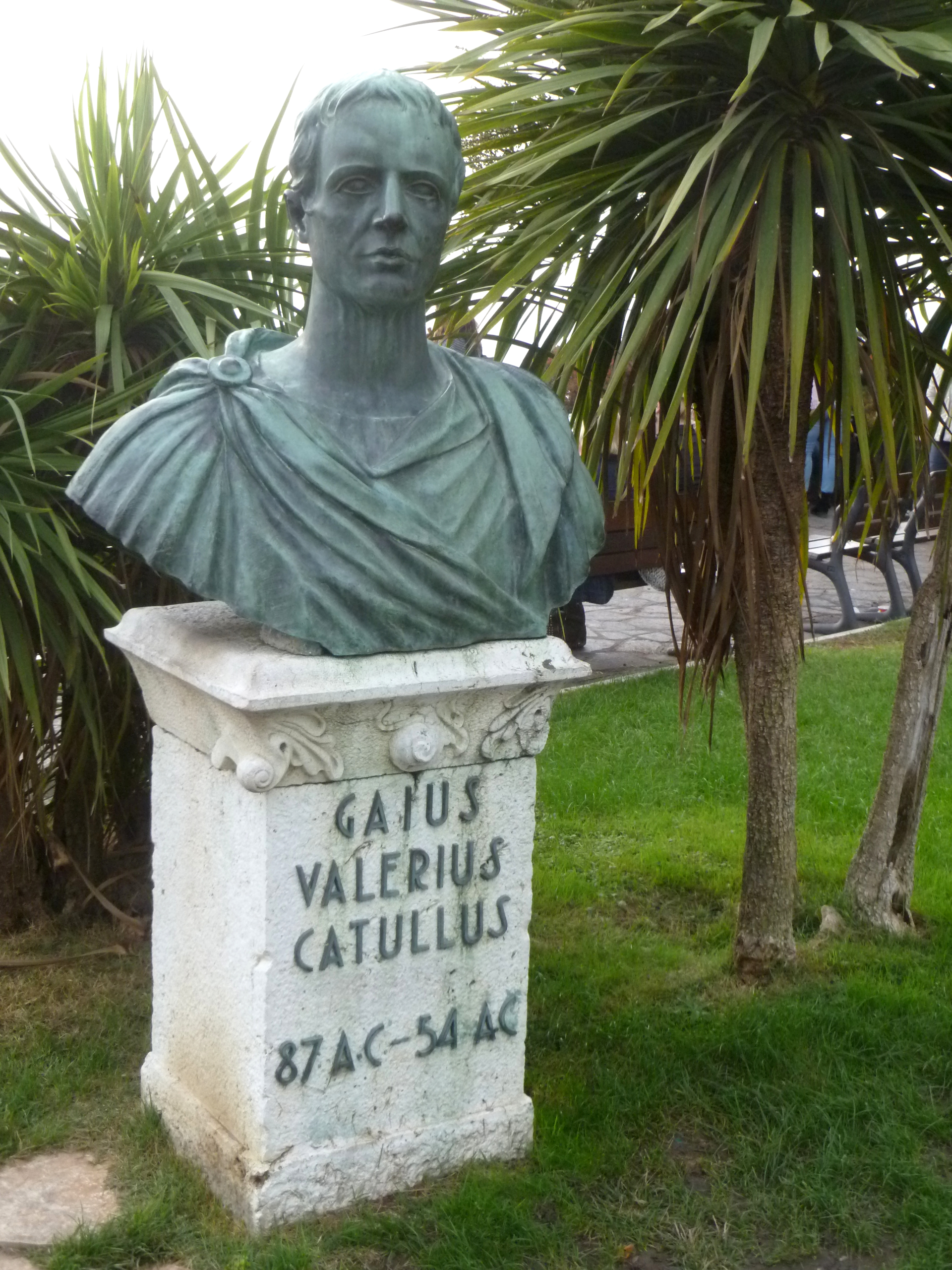
Пам'ятник Катуллу
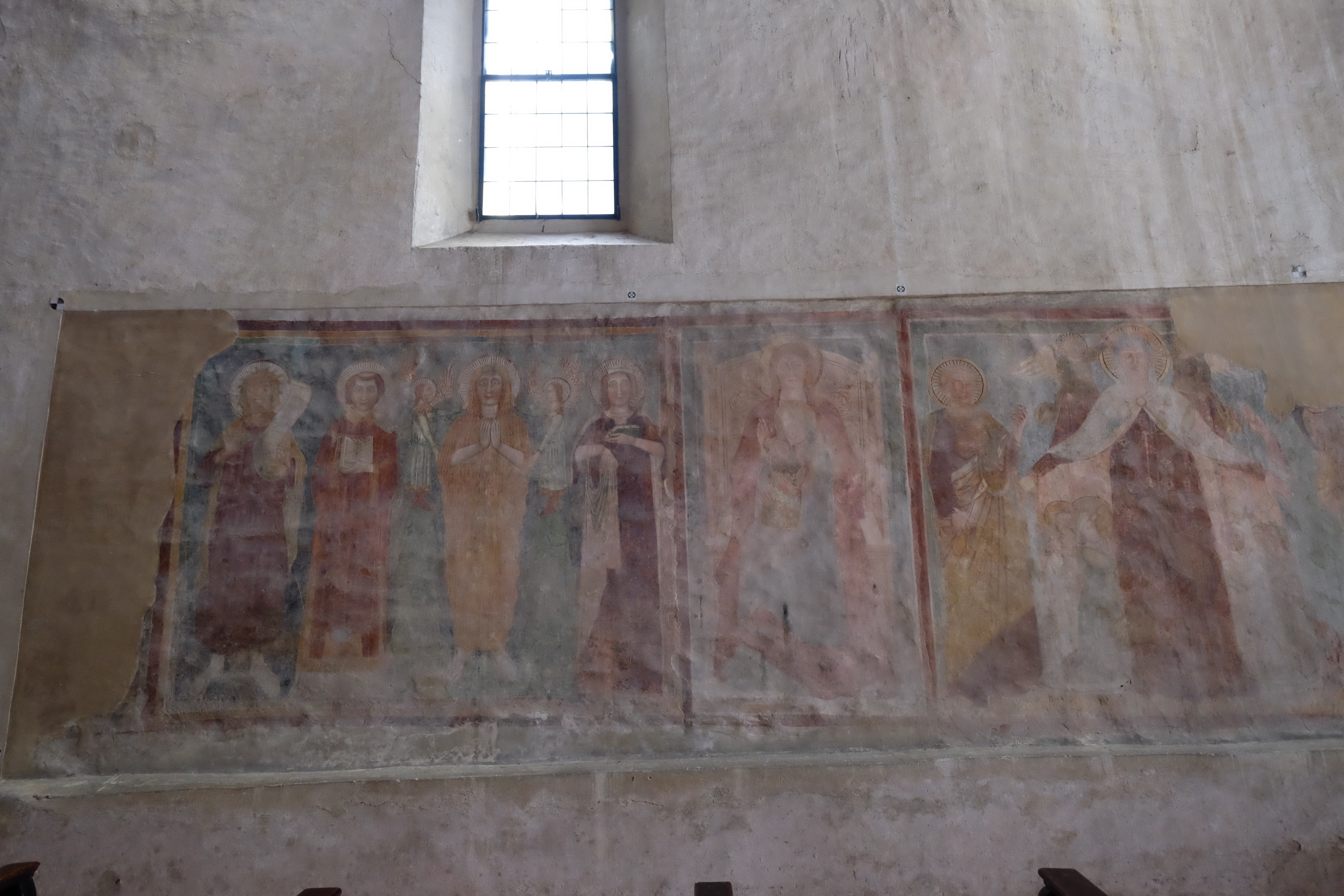
Фрески у церкві святого Петра
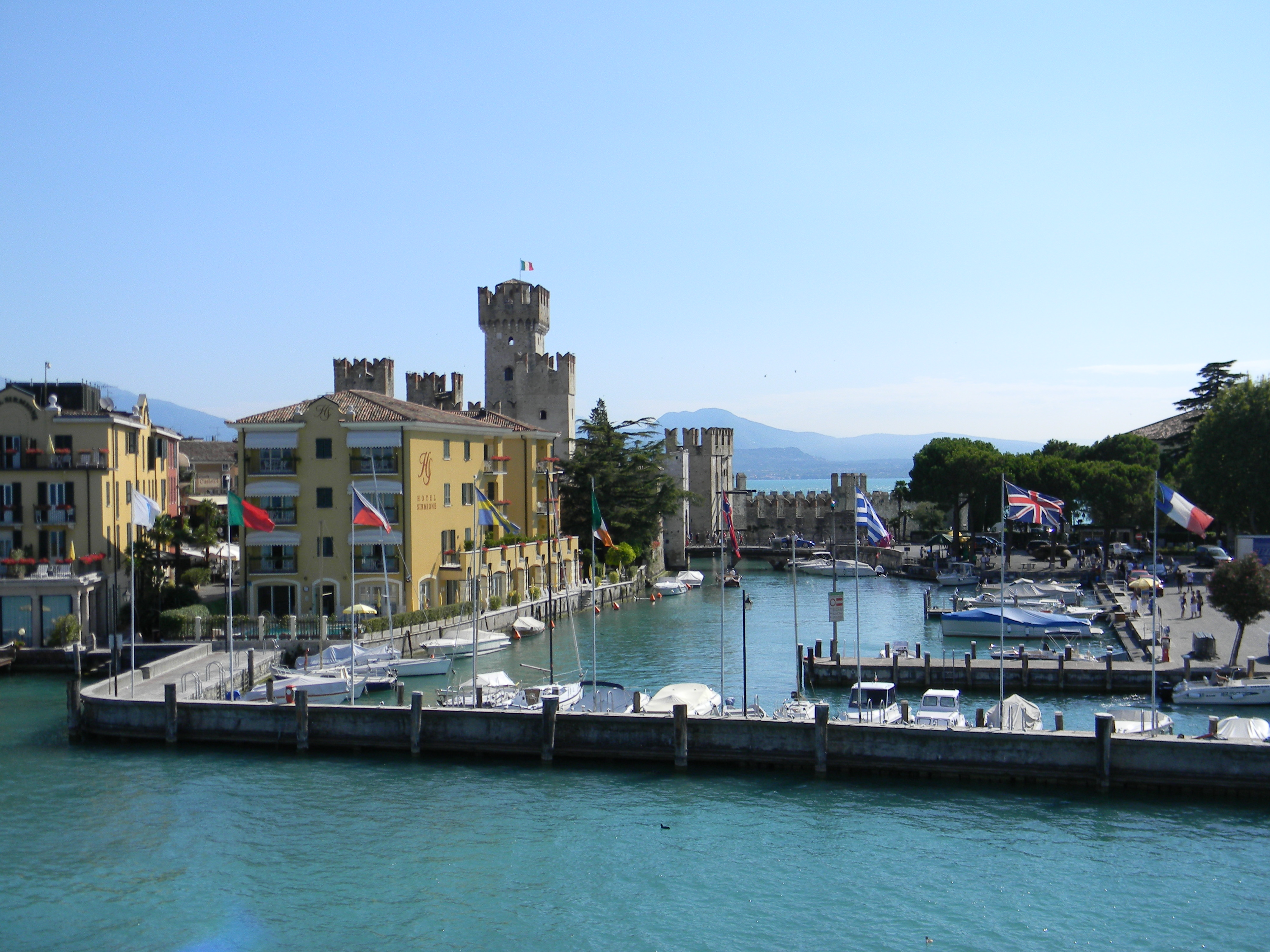
Порт Сірміоне
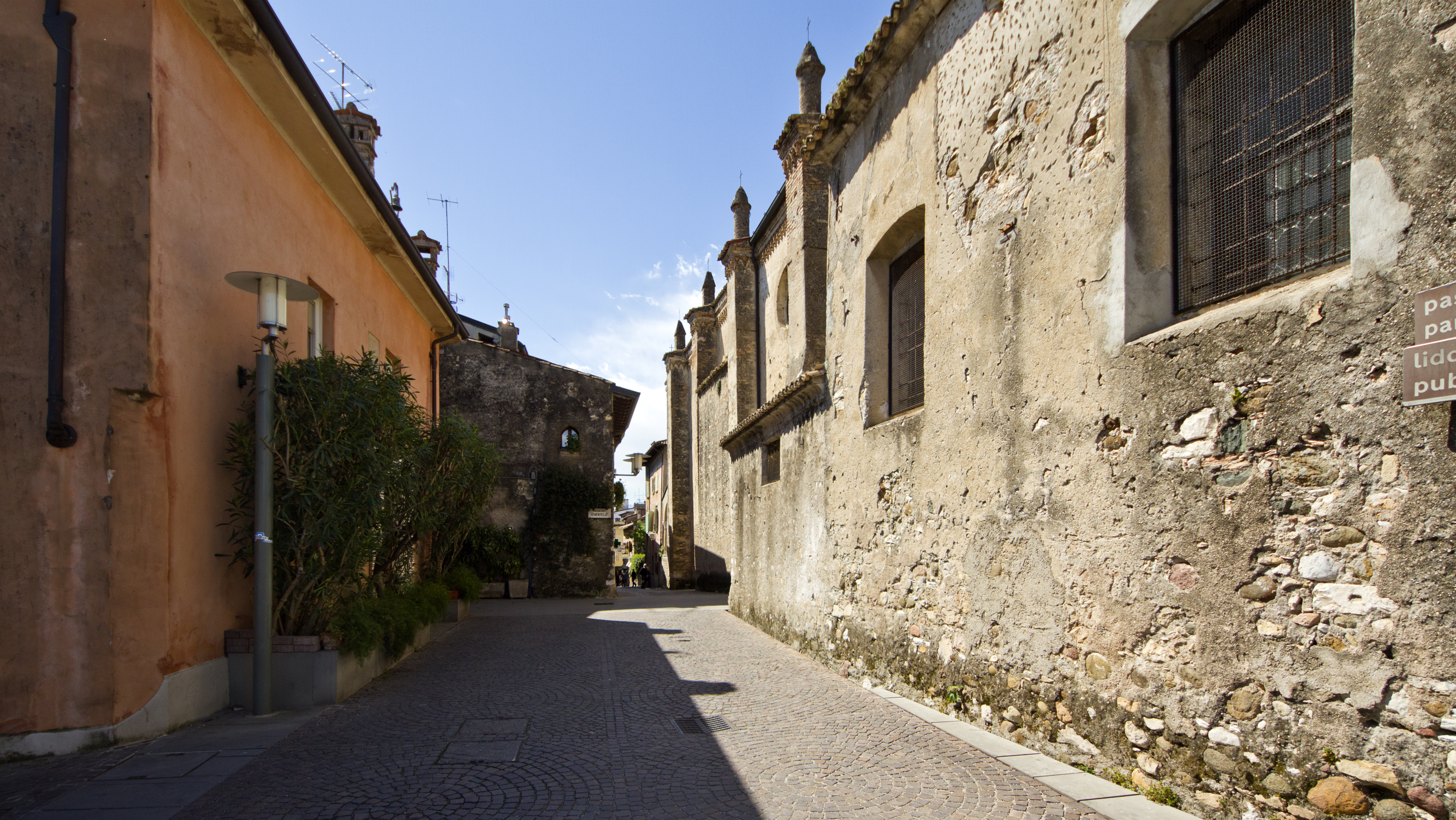
Вуличка в старому місті
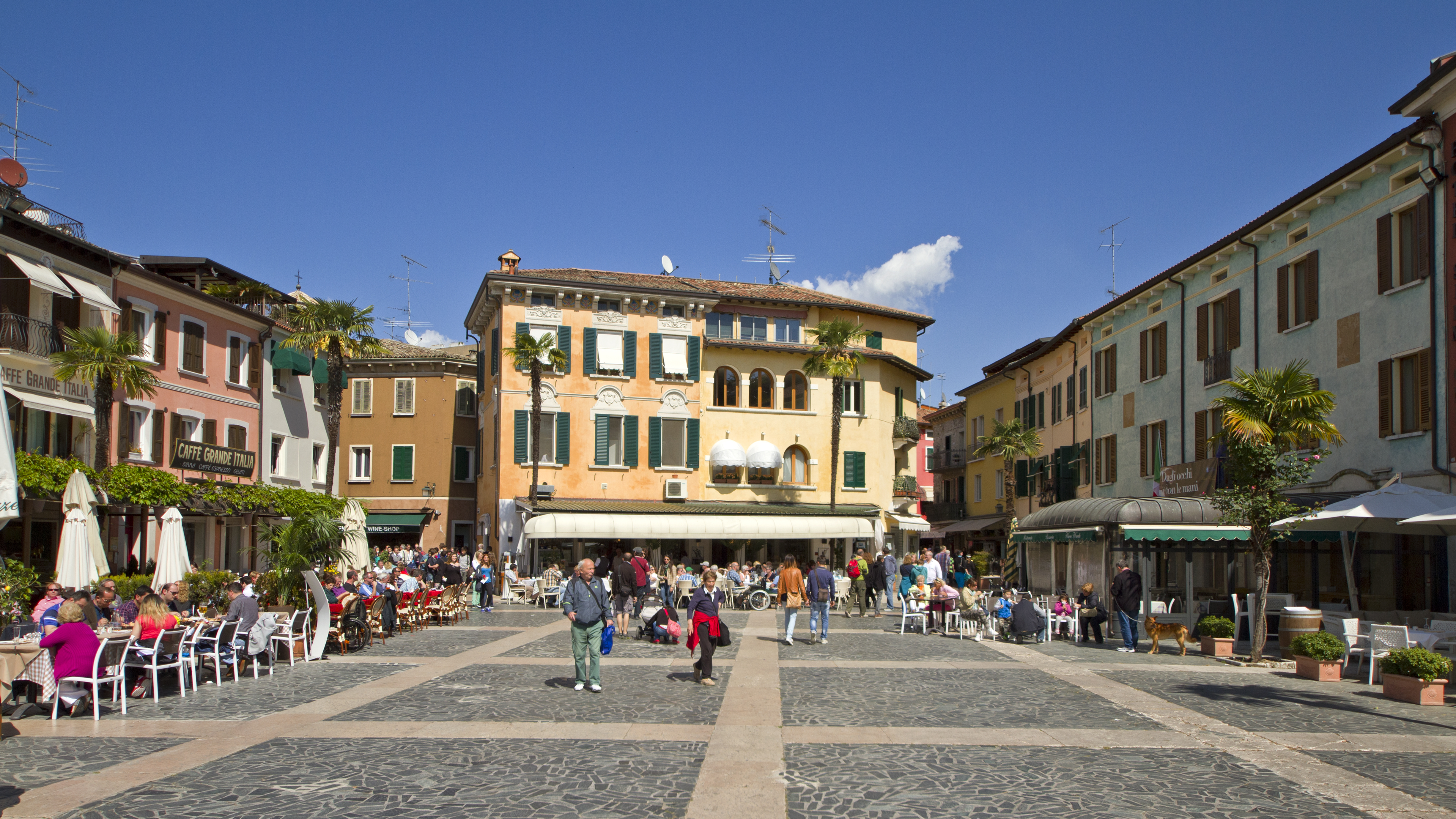
Площа Джозує Кардуччі в старому місті
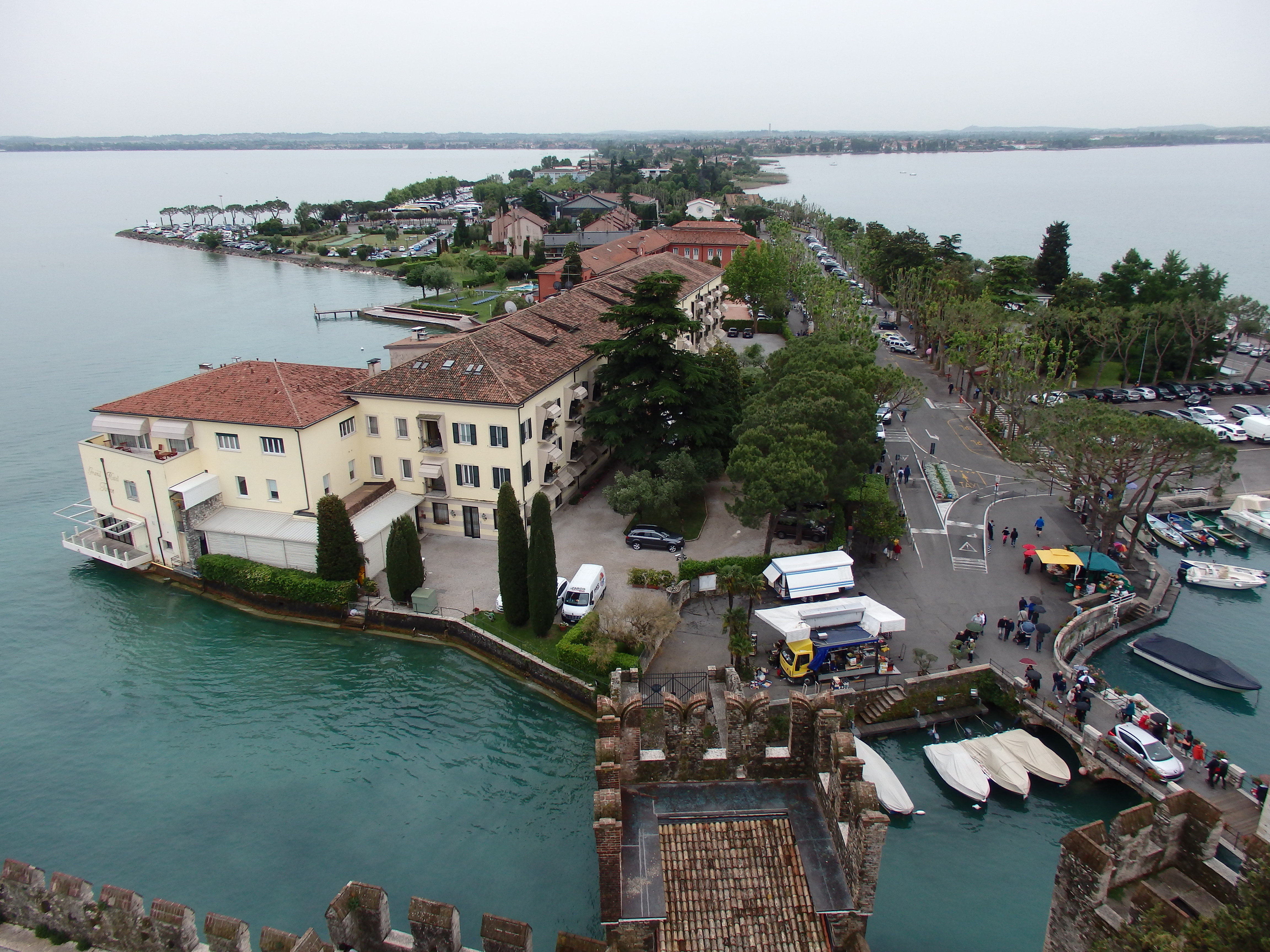
Вид із башти замку на півострів Сірміоне та материкову частину комуни (на південь від замку)
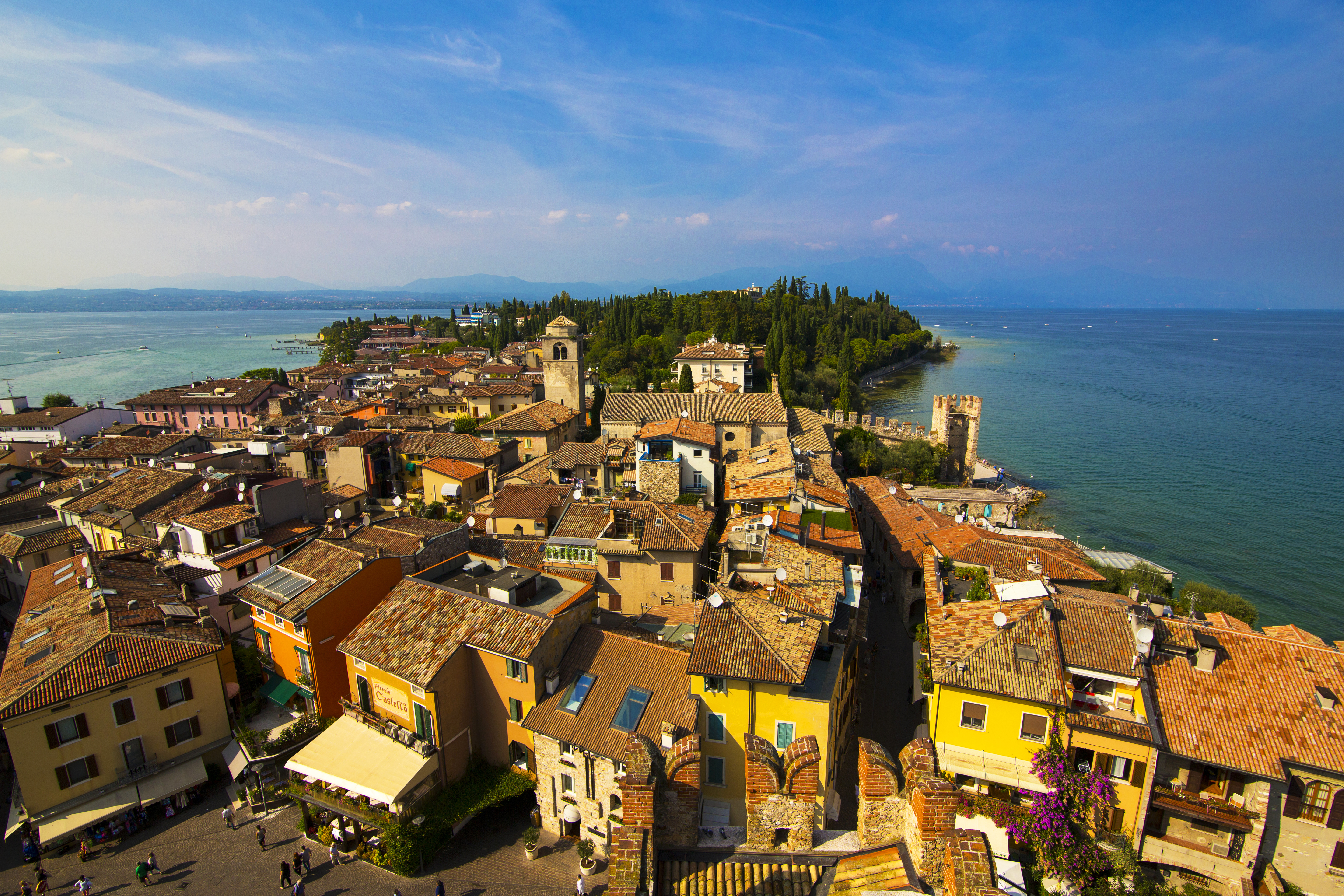
Вид із башти замку на історичний центр Сірміоне (на північ від замку)
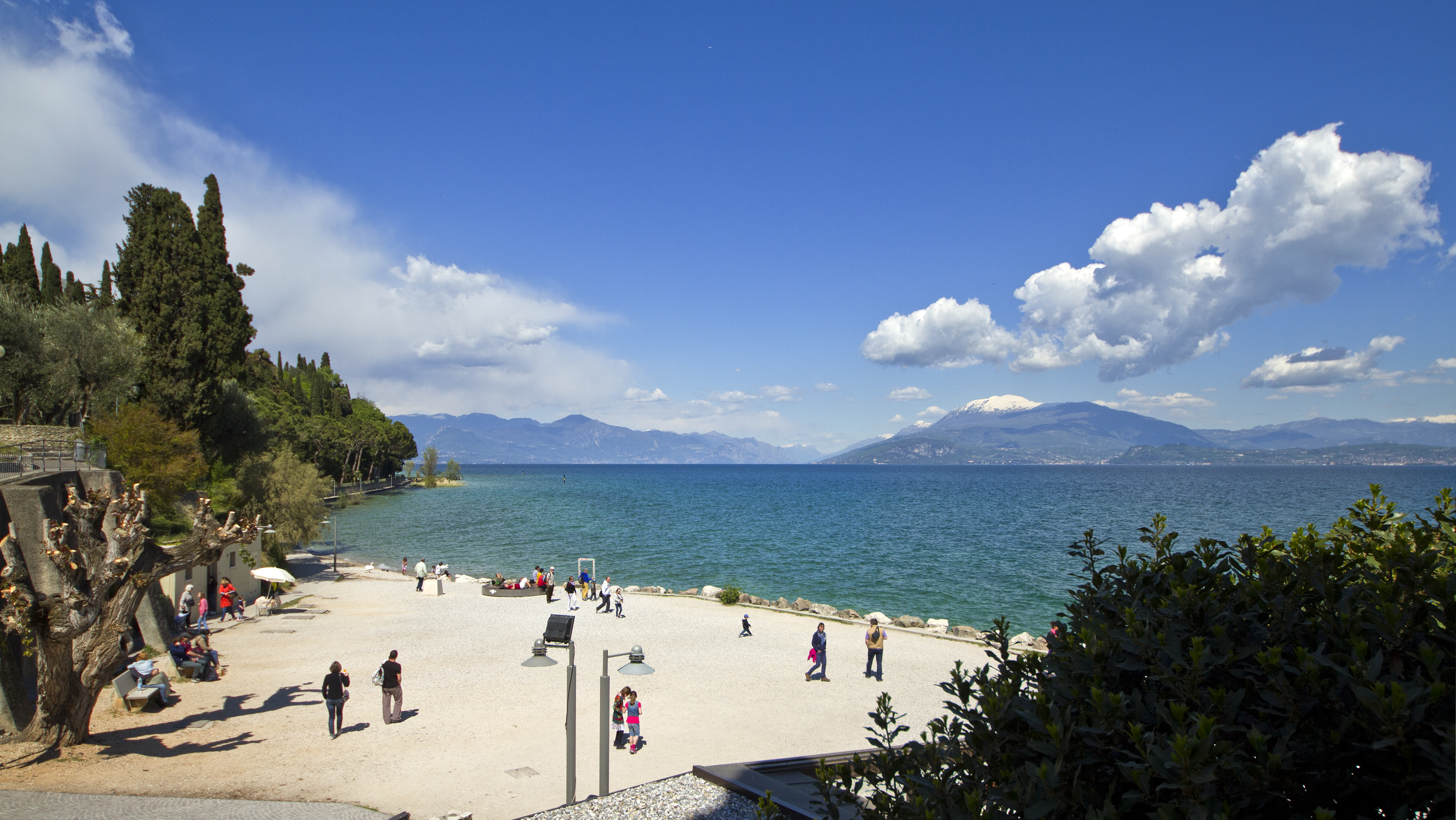
Один із муніципальних пляжів Сірміоне
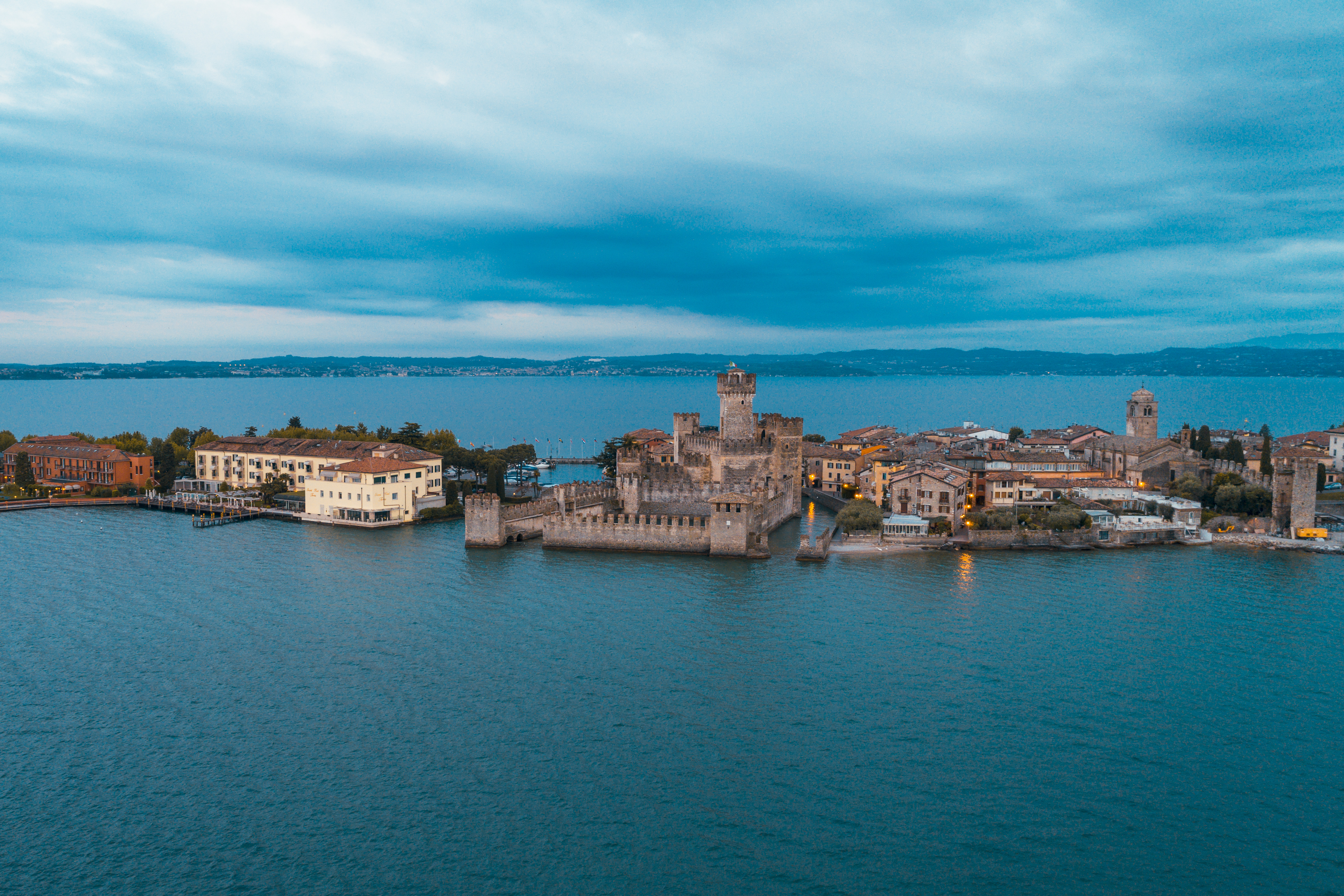
Вид на Сірміоне з озера Гарда